# Repton School

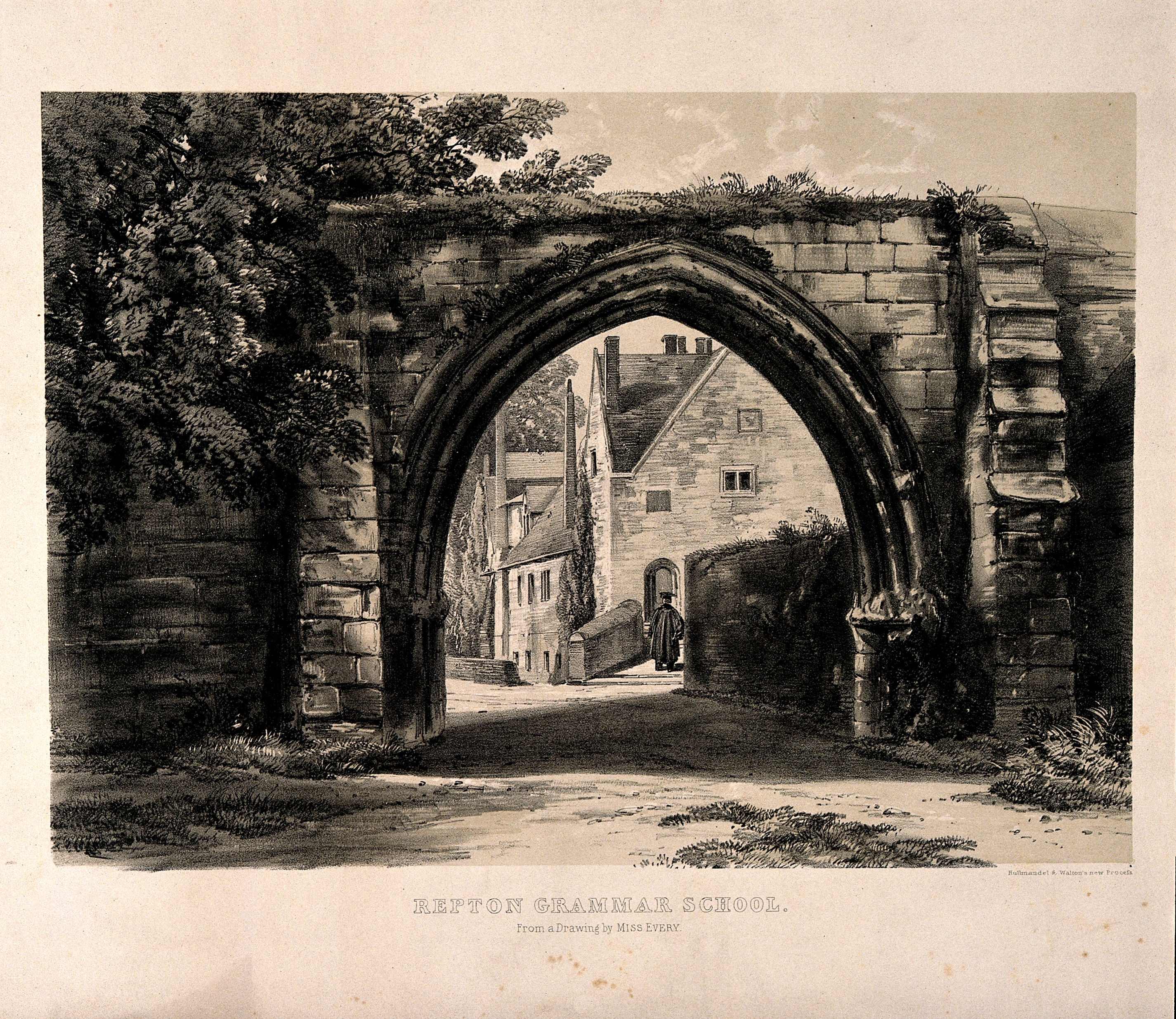
Puerta de entrada a Repton Grammar School: litografía teñida de Hullmandel & Walton

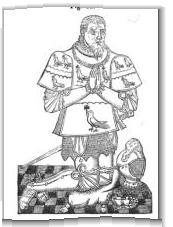
Grabado en bronce del fundador Sir John Port en su tumba en la iglesia parroquial de Santa Elena, Etwall, Derbyshire

Repton School, (en español: Escuela Repton) es una escuela privada mixta, de internado y de día, en la tradición de las escuelas públicas, en Repton, Derbyshire, Inglaterra.
Sir John Port de Etwall, al morir en 1557, dejó fondos para crear una escuela de gramática que luego se estableció en el Priorato de Repton. Durante sus primeros 400 años, la escuela solo aceptó a niños; las niñas fueron admitidas a partir de la década de 1970, y la escuela fue completamente mixta en la década de 1990.
Los exalumnos notables, también conocidos como "Old Reptonians", incluyen a C. B. Fry, Christopher Isherwood, Jeremy Clarkson, Roald Dahl, Adrian Newey y el Arzobispo Lord Ramsey de Canterbury.

## Historia
La escuela fue fundada por un legado de 1557 en el testamento de Sir John Port de Etwall, que dejó fondos para una escuela de gramática en Etwall o Repton, a condición de que los estudiantes rezaran diariamente por las almas de su familia:"Y quiero que los Escolares de dicha Escuela todas las mañanas al llegar a dicha Escuela, y también por la tarde al salir de la Escuela recen por las almas de mis padres, mi alma..." - El testamento de Sir John Port, 6 de junio de 1557.
A través de la dotación privada de Sir John Port, la Escuela Repton se estableció como una escuela de caridad, con los primeros alumnos internos provenientes de Repton y los pueblos vecinos.
La mezcla social de la escuela temprana era muy amplia. Entre los primeros veintidós nombres en el registro de Repton había cinco caballeros, cuatro campesinos, nueve labradores, dos tejedores, un carpintero y un curtidor. Durante el siglo XVII, la escuela educó a los hijos del Conde de Chesterfield y del Conde de Ardglass, Samuel Shaw y John Woodward, quien fue aprendiz de drapero de lino antes de dedicarse a la medicina, y finalmente fue nombrado Profesor Gresham de Física.
Los edificios en el sitio del Priorato de Repton fueron concedidos para la escuela en 1559 por Gilbert Thacker. Poco después, las relaciones entre la escuela y la familia Thacker comenzaron a deteriorarse debido a un conflicto de intereses en la accesibilidad. En 1642, la escuela emprendió una acción contra la familia Thacker y, en 1670, se construyó un muro para mantener a las dos partes separadas. Dentro de los primeros cien años, el número de alumnos aumentó a 200, pero había caído a veintiocho niños en 1681.

## SiglosXVIIyXIX
En una carta de George Denman en la década de 1830, había un rol conferido por los alumnos llamado "Gallo de la Escuela" dentro del cuerpo estudiantil. Se identificaba a un niño como titular de este cargo después de competir contra candidatos probables; una vez que un niño ocupaba este puesto, los niños más jóvenes se deferían a él para hacer su trabajo; escribiendo en 1907, G. S. Messiter describió la práctica como una "antigua costumbre."
En 1865, una comisión, presidida por el Conde de Taunton, investigó todas las escuelas secundarias dotadas en Inglaterra, incluida Repton. La Comisión de Investigación de Escuelas publicó sus hallazgos en 1868, y la investigación compilada ayudó a la Ley de Educación de 1870.
Cuando las escuelas públicas intentaban reformarse, el director de Repton en ese momento lamentaba las tensiones compartidas por todas las escuelas entre los niños locales y los internos, afirmando que, a pesar de un sincero intento de romper las barreras entre ellos, había tenido poco éxito, y un número sustancial de solicitudes de "personas de buena posición... y buena fortuna" se habían retirado al ser informados de que los niños eran "de todas las clases hasta los hijos de herreros y lavanderas". Debido a este conflicto, los niños del pueblo local dejaron de asistir a Repton, lo cual el director en ese momento dijo que era "principalmente por el bien de los niños del pueblo... [para mitigar un] temor constante de ser maltratados".
El primer Comité de la Conferencia de Directores, nombrado en diciembre de 1870, incluyó al director de Repton.

### SigloXX
Geoffrey Fisher (quien más tarde se convertiría en Arzobispo de Canterbury) se convirtió en director en 1914.
Harold Abrahams, quien se unió a la escuela en 1914, ganó la medalla de oro en los 100 metros en los Juegos Olímpicos de París de 1924. Recordando su tiempo en la escuela, Abrahams dijo que encontró antisemitismo por parte de otros niños, sintiéndose a menudo acosado y solo.
En 1907, se añadió un gimnasio, que ahora es un edificio catalogado de grado II. En esta década, la capilla se amplió, se construyeron el Bloque de Ciencias, el Gimnasio, la Armería, el Campo de Tiro y la Piscina, y el granero del diezmo del Priorato se convirtió en la Escuela de Arte.
A principios del siglo XX, un maestro reformador, Victor Gollancz, estableció clases de educación política para los niños. Las clases estaban abiertas a los miembros de la Escuela Superior y la inscripción era voluntaria. Gollancz y Somervell impartieron lecciones sobre "temas de reforma parlamentaria, la posición de la mujer, el futuro del Imperio, los sindicatos, el individualismo y la cooperación en la industria, la organización de la paz y una Liga de Naciones, el conservadurismo, el liberalismo, la Irlanda moderna, Alsacia-Lorena y la Revolución Rusa". Repton fue considerada una de las primeras escuelas en ofrecer clases de civismo en su plan de estudios. Sin embargo, ciertos miembros del personal se opusieron a estas clases, considerándolas radicales. Cuando H.J. Snape fue invitado a dirigir la Clase de Civismo sobre conservadurismo, la tensión entre las creencias opuestas de Gollancz y Snape llevó a una "acalorada disputa entre ellos". Como resultado de este asunto, la Oficina de Guerra consideró retirar su reconocimiento al Cuerpo escolar de Repton. Esto llevó a Fisher a despedir a Gollancz y mantener a Snape; sin embargo, Fisher culpó a Snape por su "muy desacreditada campaña de abuso personal y lenguaje violento... contra el Sr. Gollancz."

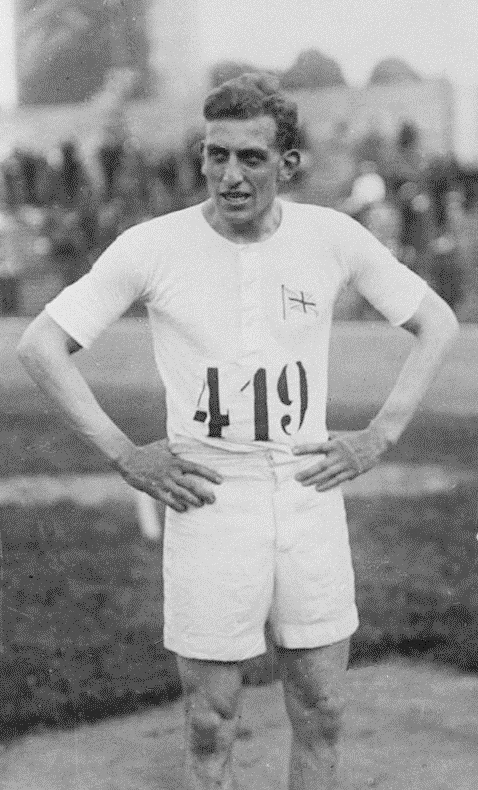
Harold Abrahams, fotografiado aquí en los Juegos Olímpicos de 1924, se unió a la escuela en 1914.

En 1917, los escritores Christopher Isherwood y Edward Upward comenzaron su tiempo en Repton. Formaron una amistad que continuó cuando ambos asistieron al Corpus Christi College, Cambridge. Alrededor de la misma época, Arnold Cooke, Bunny Austin y David Cochrane también asistieron a Repton.
En septiembre de 1920, el poeta Vernon Watkins fue enviado a Repton. Su carácter gentil inicialmente provocó acoso en sus primeros años; sin embargo, en una carta de 1923 enviada de Watkins a Eric Falk, expresó su aprecio por Repton, así como una atracción escolar hacia el poeta Rupert Brooke: "No puedo pensar en nadie excepto en Rupert Brooke." Upward reflejó que "todos eran homosexuales, hasta cierto punto, en Repton."Mientras estaba en la escuela, Watkins recibió el Premio Howe Verse, los Premios Lancelot Sayes para francés y alemán, y el Premio Schreiber por su escritura. Al partir, Watkins declaró: "Dejar Repton fue lo que esperaba que fuera; - un asunto espantoso que me dejó en lágrimas." La escuela lo ha reclamado como "quizás el mejor poeta que Repton ha tenido".
1,912 exalumnos de la escuela sirvieron en la Primera Guerra Mundial, de los cuales 355 murieron en servicio. Un monumento de guerra fue inaugurado por el general Sir John Burnett-Stuart, director de operaciones militares e inteligencia, y dedicado por Edwyn Hoskyns, Obispo de Southwell, el 1 de noviembre de 1922.
En 1924, George Gilbert Stocks, director de música de la escuela, adaptó el himno "Dear Lord and Father of Mankind" a la melodía Repton para su uso en la capilla de la escuela. Tomó la melodía del aria de contralto de Hubert Parry de 1888 "Long since in Egypt's plenteous land" en su oratorio Judith.
El escritor Roald Dahl asistió en la década de 1930. Sus experiencias están relacionadas en su libro semiautobiográfico "Boy", en el que describe su experiencia negativa con altercados físicos entre estudiantes. Más tarde declaró que "no podía superarlo" y "nunca lo superó". Un relato de una paliza a un niño llamado Michael, en el libro autobiográfico "Boy" de Roald Dahl en 1984, fue atribuido por Dahl a Fisher. Pero el biógrafo de Dahl, Jeremy Treglown, señaló que estaba equivocado: la paliza fue en mayo de 1933, un año después de que Fisher hubiera dejado Repton, y el director involucrado fue John Christie, sucesor de Fisher. En su autobiografía de 1984, Dahl afirma que cuando era joven, se le instruyó para calentar asientos de inodoro para los niños mayores en la escuela. También fue, junto con otros niños de la escuela, utilizado como probador de productos para las barras de chocolate de Cadbury. Dahl afirma que esto fue la inspiración para su libro "Charlie y la fábrica de chocolate".

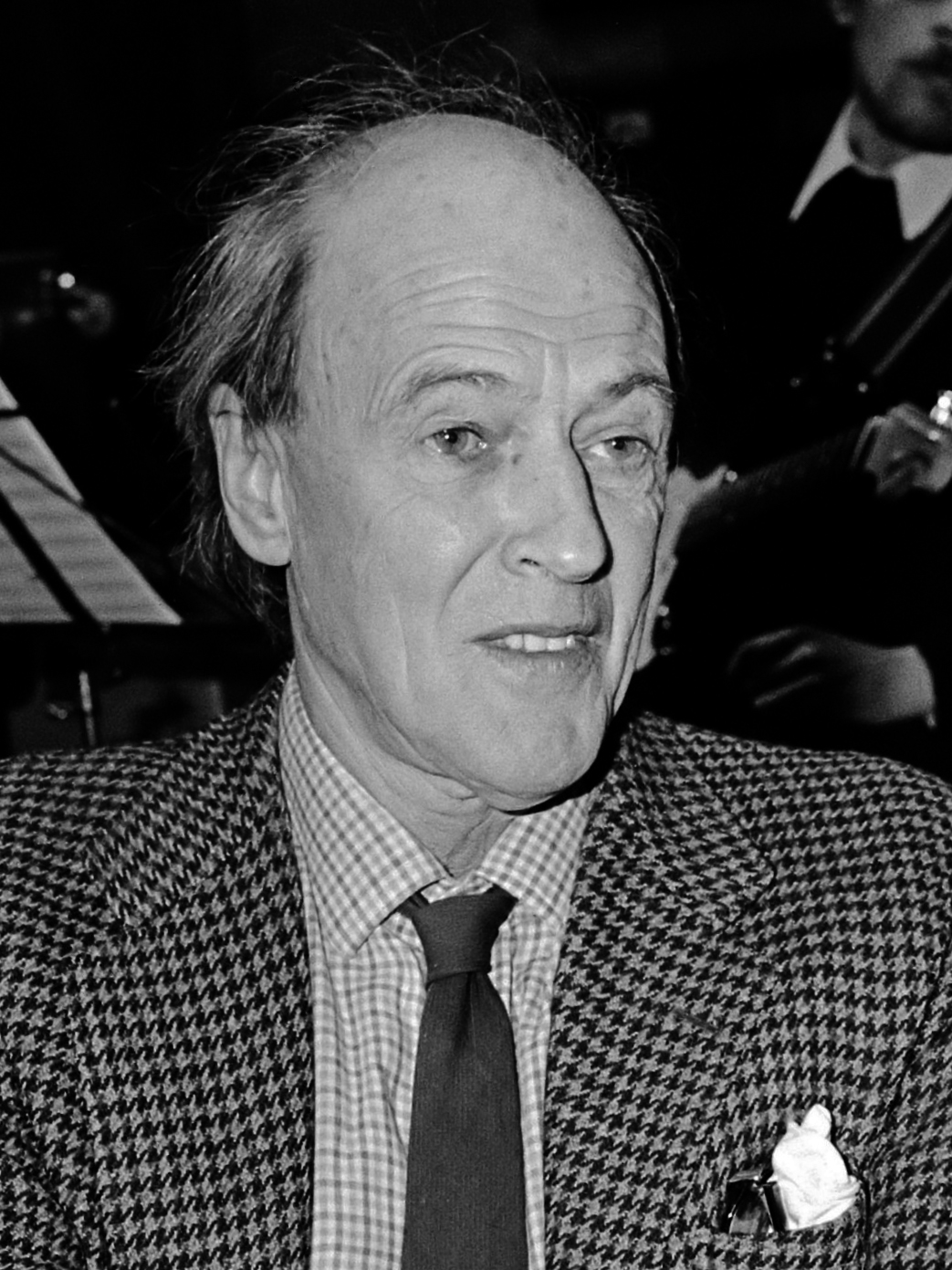
Roald Dahl relata su paso por Repton en su autobiografía

### Segunda Guerra Mundial y después
El director de 1937 a 1943 fue H.G. Michael Clarke, quien dejó la escuela para seguir una carrera eclesiástica y se convirtió en Provost de la Catedral de Birmingham. Dirigió la escuela durante uno de los períodos más difíciles de su historia, cuando las crecientes deudas y la disminución de números, junto con los efectos de la guerra, llevaron a cuestionar la viabilidad continua de la institución; Clarke se vio obligado a cerrar departamentos y dos casas (The Cross y Latham). La escuela debía £50,000 (alrededor de £3.5 millones a precios actuales) y, en 1941, el Consejo de Educación dijo que su "futuro es dudoso."
En 1948, se encargó una extensión para el Monumento Conmemorativo de la Primera Guerra Mundial de Derbyshire para incluir a las víctimas de la Segunda Guerra Mundial. La extensión fue inaugurada en una ceremonia el 10 de julio de 1949, develada por el teniente general Sir Charles Gairdner y dedicada por Geoffrey Fisher, Arzobispo de Canterbury.
El número de asistentes a la escuela se recuperó a fines de la década de 1940, tanto que The Cross pudo reabrir en 1945 y Latham House en 1947. Para 1957, la escuela estaba en mejor estado: llena con 470 alumnos.
En la Segunda Guerra Mundial, 188 exalumnos de la escuela murieron sirviendo en las fuerzas armadas. Aviadores fueron alojados en Mitre House durante la guerra.
1957 vio el 400 aniversario de la escuela, celebrado con una visita real de la Reina Isabel II y el Príncipe Felipe, Duque de Edimburgo. Se añadieron un nuevo bloque de química y talleres dentro del recinto, así como amplias alteraciones al bloque de ciencias. John Gammell asumió el cargo de director en 1968 y durante su mandato las niñas comenzaron a ser educadas en Repton. Comenzó con la llegada de dos niñas en 1970. Para 1979, se abrió la primera casa de internado construida específicamente para niñas.

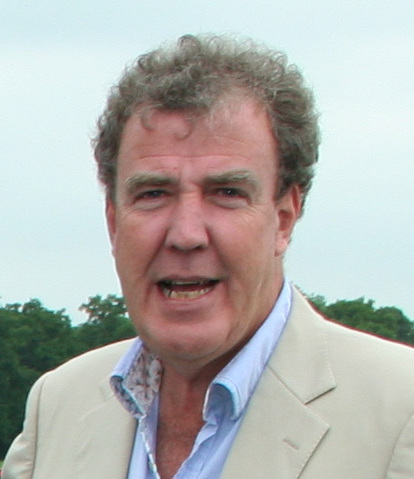
Jeremy Clarkson asistió a Repton en la década de 1970.

Se ha registrado que los novatadas tuvieron lugar en Repton hasta finales del siglo XX. Jeremy Clarkson asistió a la escuela y más tarde señaló que había sufrido novatadas extremas por parte de otros estudiantes, incluyendo ser sumergido en una piscina de hielo y que le cortaran los pantalones por la mitad. Más tarde fue expulsado por "beber, fumar y, en general, causar molestias". Clarkson ha declarado que esta conducta incluía hacer acrobacias con coches en los campos deportivos, fumar en la capilla, llenar todas las cerraduras de las instalaciones con Polyfilla y asistir a las clases desnudo de la cintura para abajo.
En la década de 1980, Chris Adams estuvo en la escuela y posteriormente observó: "La jerarquía arraigada por la cual los chicos mayores sometían a los alumnos más jóvenes a mucha miseria a través del sistema de fagging. Básicamente era un sistema de esclavitud y odiaba ver a los chicos literalmente temblando de miedo".
A principios de la década de 1980, el antiguo Sanatorio fue convertido en una Escuela de Música. Debido al creciente número de alumnas en la década de 1990, el director Graham Jones encabezó la construcción de casas para chicas. Se cerraron dos casas de internado para chicos (Brook House y The Hall) y sus ocupantes fueron reubicados en una nueva casa, School House.

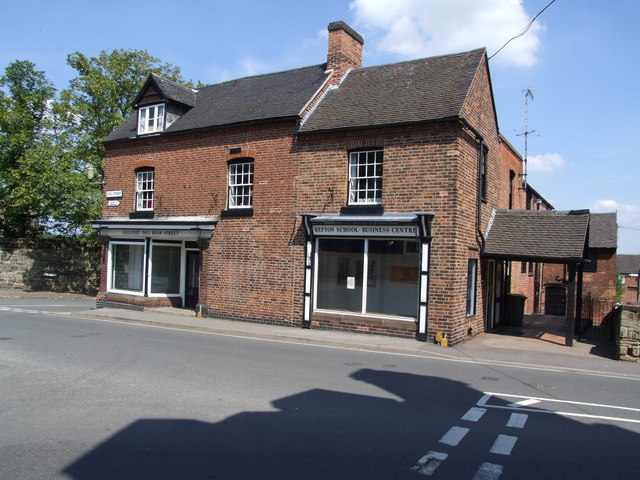
El Centro de Negocios y Galería de Repton School, en una antigua tienda

### SigloXXI
La escuela celebró su 450º aniversario en 2007 con una visita real del Príncipe Eduardo, Conde de Wessex. Las celebraciones también incluyeron conciertos con la participación de Michael Ball y Bryan Ferry.
En 2011, el teatro 400 Hall (originalmente construido en 1957) fue remodelado por Avery Associates Architects, tras una actualización de £3.3 millones. En 2013, se construyó un bloque de ciencias de £9 millones. Durante los preparativos para la construcción, se llevaron a cabo excavaciones arqueológicas que indicaron que el sitio había sido ocupado en el período romano. En este momento, las antiguas canchas de squash se convirtieron en una nueva galería y estudio de textiles para el departamento de Arte.
Se estaba llevando a cabo un importante programa de renovación, incluyendo un nuevo bloque de enseñanza, el Edificio Lynam Thomas. En noviembre de 2019, Adam Peaty inauguró un centro deportivo recientemente reacondicionado de £6 millones en la escuela. Alastair Land fue director de la escuela desde 2016 hasta 2019, siendo sucedido por Mark Semmence. El edificio del centro deportivo ha sido nominado para el Premio a la Excelencia en Diseño por los Premios de Ladrillos del Este de Midlands.
En septiembre de 2019, la escuela comenzó a utilizar un servicio de inteligencia artificial llamado AS Tracking para monitorear la salud mental de los estudiantes. El software también se utilizó en 150 escuelas, evaluando el bienestar de más de 50,000 estudiantes. En noviembre de 2019, Libby Lane, el Lord Obispo de Derby, fue nombrado visitante de Repton School.

## Extraescolar

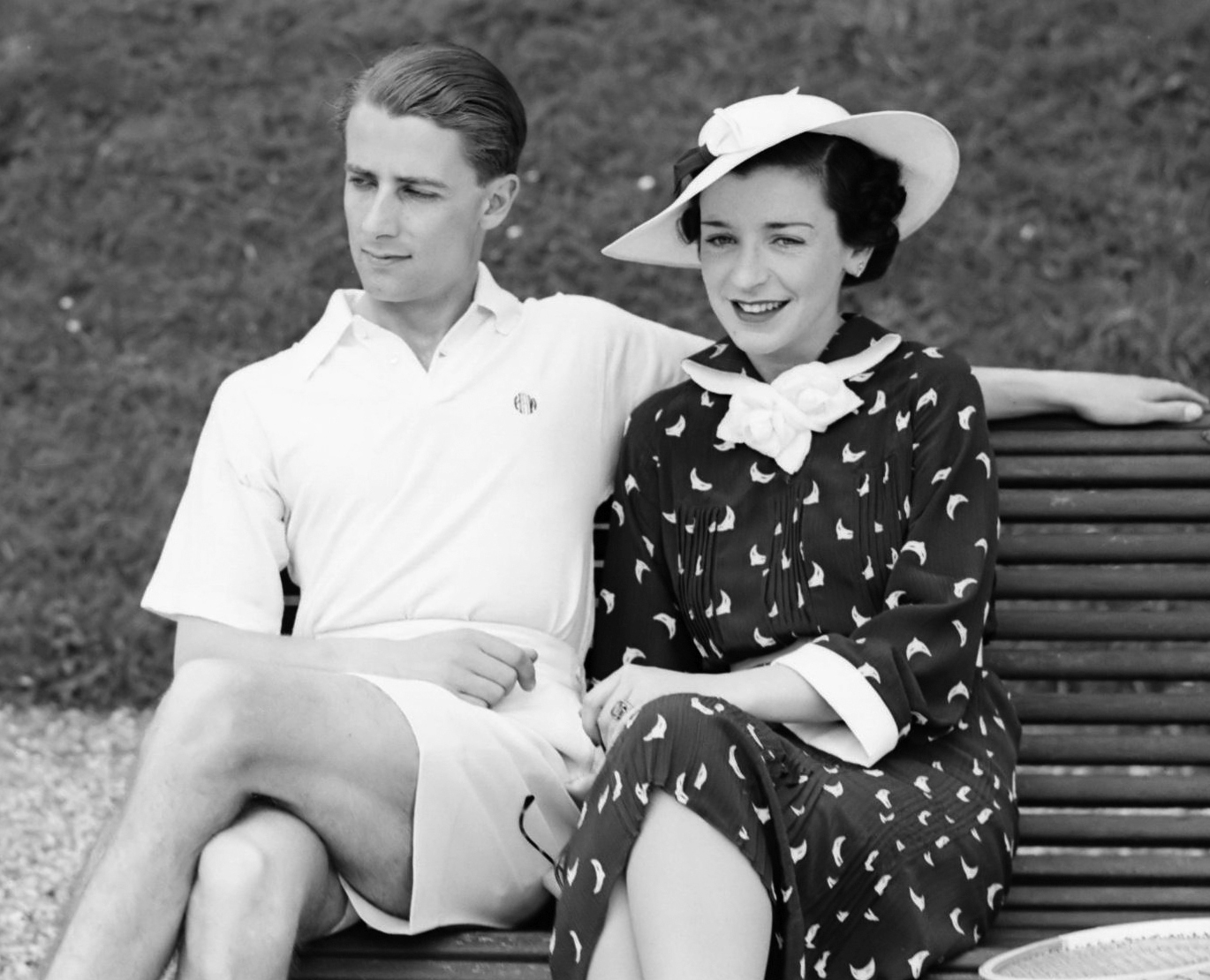
Bunny Austin asistió a Repton School.

La escuela cuenta con una Fuerza de Cadetes Combinada y una escuela de música, así como varios clubes después de la escuela. Todos los alumnos están inscritos en la Fuerza de Cadetes Combinada durante un año; la participación después de ese período es voluntaria. Los alumnos también pueden optar por participar en el Premio Duque de Edimburgo. 

### Deportes
La escuela compite en varios deportes. Los deportes principales son: fútbol masculino, hockey y cricket; hockey femenino, netball y tenis. Repton School ha producido más de 150 jugadores de cricket de primera clase, 11 internacionales y tres capitanes de Test. Antiguos alumnos destacados en el ámbito deportivo incluyen al finalista de tenis de Wimbledon de 1932, Bunny Austin, y varios jugadores de cricket de primera clase. El medallista de oro olímpico y poseedor de récord mundial, Adam Peaty, utilizó la piscina de Repton como instalación de entrenamiento. Su entrenadora, Melanie Marshall, enseñó natación en la escuela.

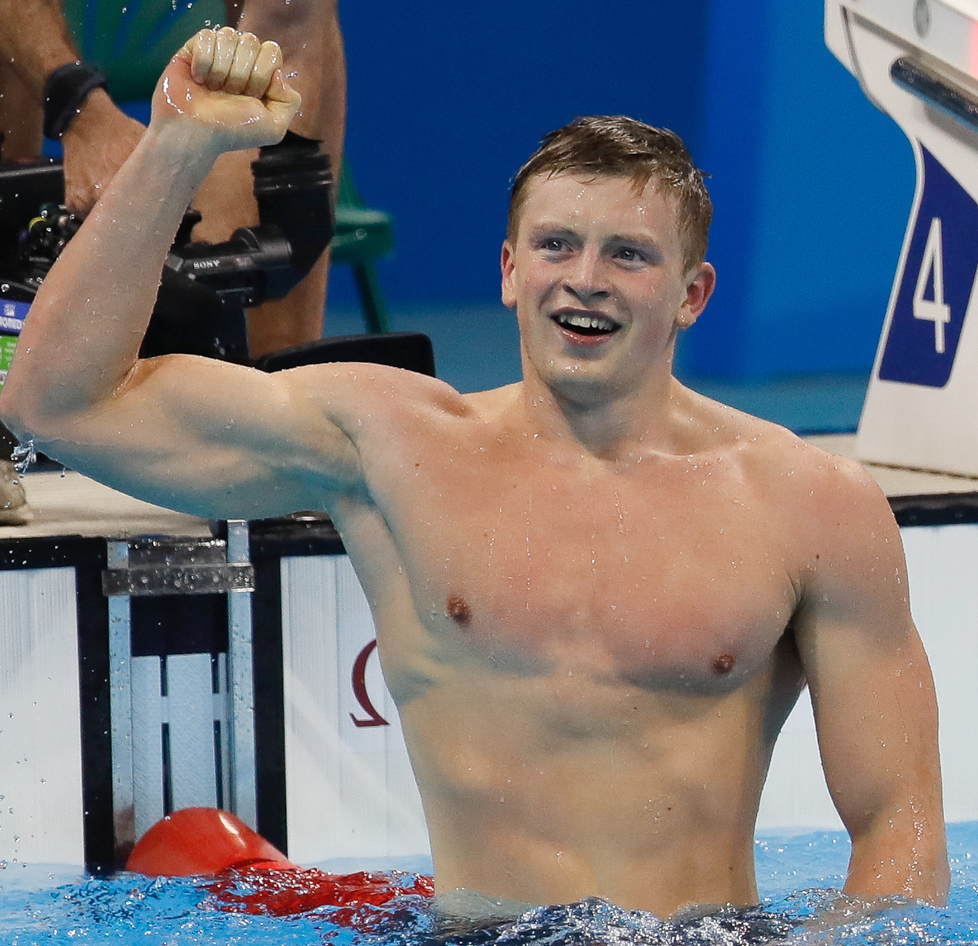
Adam Peaty, utilizó la piscina de Repton.

En 2013, seis exalumnos jugaron juntos en un partido internacional de hockey.
En octubre de 2018, Repton anunció una renovación completa de £6 millones de las instalaciones deportivas de la escuela, incluyendo un nuevo pabellón deportivo y un nuevo gimnasio de fuerza y acondicionamiento. El equipo de fútbol de Repton también ganó la Competición ISFA Barry Burns Northern Eights en 2018.
En enero de 2019, Repton anunció a Chris Read, exjugador de críquet de Inglaterra, como director de cricket de la escuela. En 2019, se celebró en la escuela el primer "Wicketz Festival" de Lord's Taverners exclusivamente para chicas, tres días de celebración, educación y cricket. Ese mismo año, las chicas sub-18 (al aire libre), las chicas sub-16 (al aire libre y bajo techo), los chicos sub-16 (al aire libre) y las chicas sub-14 (al aire libre) ganaron títulos nacionales.
En febrero de 2020, Repton anunció a Scott Talbot, exolímpico y entrenador de los equipos nacionales de natación de Nueva Zelanda y Australia, como director de natación de la escuela.

### Bellas Artes
El programa de arte de Repton actualmente cuenta con dos artistas en residencia: la artista visual Louisa Chambers y la especialista en medios de bellas artes Maria Georgoula.
Repton abrió su teatro 400 Hall en 1957. En 2011, el teatro reabrió después de una renovación de £3.3 millones. Se añadió un teatro estudio en 2003 y el complejo se amplió y renovó completamente en 2011 por el arquitecto Bryan Avery.
La escuela ha estado organizando un festival literario en octubre durante varios años. Hay una conferencia anual de Plowright, y la conferencia de 2020 trató sobre asesinos en serie. Uno de los estudiantes ganó premios en el Concurso de Ensayos de Ayn Rand en años consecutivos.
El teatro de la escuela se utilizó para varias actuaciones durante un tiempo de cierre de un espacio teatral en el Derby Guildhall, operado por la autoridad local en Derby.

## Casas y arreglos pastorales
La Escuela Repton ofrece solo internado tradicional, sin opciones flexibles o semanales disponibles. Aproximadamente el 70 por ciento de los alumnos son internos.
La escuela también tiene una tienda de comestibles en el sitio llamada 'The Grubber'.

## Tarifas e inspección
En 2019/2020, las tarifas eran de £36,783 para internos y £27,207 para alumnos de día por año.
Hay becas disponibles para drama, deporte, arte, música, capacidad académica y "talento polifacético"; estas no exceden el 20% de las tarifas de la escuela. También hay algo de asistencia de becas.
La escuela es inspeccionada por la Independent Schools Inspectorate. Una inspección integrada tuvo lugar en marzo de 2014, encontrando que la escuela era "excepcionalmente exitosa en lograr sus objetivos... la calidad de los logros de los alumnos es excelente".
Una inspección de emergencia en enero de 2015 fue ordenada por el Departamento de Educación revisando el cumplimiento de bienestar y salvaguardia bajo las Regulaciones de Estándares Escolares Independientes (ISSRs) y los Estándares Mínimos Nacionales para Internados (NMSB). La escuela no cumplió con varias de las regulaciones, a saber, las que tratan de la salvaguardia de los alumnos; la promoción de buen comportamiento; idoneidad del personal y gobierno, liderazgo y gestión de la escuela.
Una inspección de cumplimiento regulatorio tuvo lugar en 2018, encontrando que la escuela cumplía con todos los requisitos mínimos y asociados. La subsiguiente inspección integrada de cumplimiento regulatorio y calidad educativa en 2020 encontró que Repton cumplía con todos los estándares de cumplimiento regulatorio y fue calificada con la más alta puntuación en cada área.

## El antiguo priorato

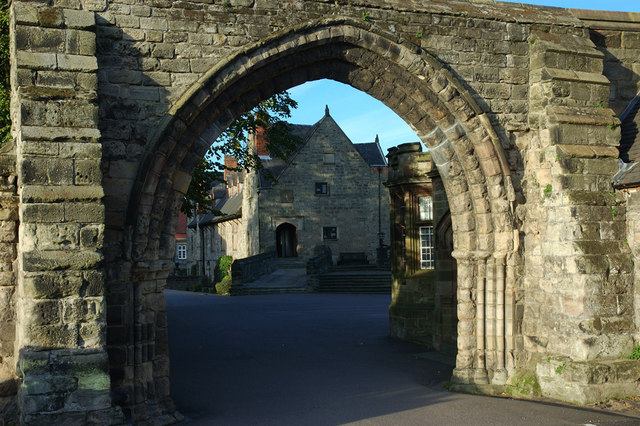
El School Arch, que anteriormente formaba parte de Repton Priory, se trasladó a su sitio actual en 1906.

El Priorato de Repton fue una fundación agustina del siglo XII. Fue disuelto en 1538. Después de la disolución, la familia Thacker vivió en el priorato hasta 1553. Uno de esta familia, Gilbert Thacker, destruyó la iglesia casi por completo en un solo día; hizo esto durante el reinado de la reina María, temiendo que el priorato fuera reactivado como parte de la Contrarreforma.

El arco de la escuela, que anteriormente formaba parte del Priorato de Repton, se trasladó a su ubicación actual en 1906. Solo quedaban partes de los edificios originales cuando se estableció la escuela. Estos comprendían: los cimientos de áreas del priorato que permanecen en algunas zonas, descubiertos durante trabajos de construcción en 1922; las bases de un grupo de columnas del antiguo presbiterio y capillas; fragmentos de un arco perteneciente al antiguo púlpito, trasladados a su posición actual en 1906; fragmentos de los marcos de las puertas tanto de la sala capitular como de la sala de calefacción y la mayor porción sobreviviente del priorato conocida como "Torre de Prior Overton", que es posterior a 1437; en gran medida alterada, ha sido incorporada en un edificio del siglo XIX.
|            |
| Casa nueva |

|         |
| El Arco |

|                             |
| El antiguo priorato y Garth |

|               |
| Escuela Pears |

## Escuelas afiliadas
La escuela estableció Repton International Schools Ltd (RISL) en 2013 para crear, desarrollar y mantener escuelas internacionales británicas. Las escuelas en el extranjero son propiedad y están financiadas por inversionistas locales, que pueden ser empresas educativas, corporaciones inmobiliarias, firmas de capital privado o filántropos adinerados. Están autorizadas a usar la "marca" de Repton School y firman un acuerdo de servicios con RISL, que proporciona una gama completa de servicios educativos y supervisión académica. RISL remite sus beneficios al Repton School Trust en el Reino Unido, lo que ayuda a financiar proyectos de capital y becas. Repton tiene asociaciones con John Port Spencer Academy, Etwall, y Repton Primary School.
El portafolio de escuelas en el extranjero incluye:
- Repton School Dubai (abierta en septiembre de 2007), situada en un sitio en Nad al Sheba.[86][87]
- Repton School Abu Dhabi, que tiene dos campus en Al Reem Island, Abu Dhabi (2013 y 2017).[87][88]
- Foremarke Dubai (2013), ubicada en Al Barsha South y recientemente rebautizada como Repton Al Barsha.[89]
- Repton International School (Malasia) (2020).[90]
- Chiway-Repton School, ubicada en Xiamen, Provincia de Fujian, República Popular China (2020).[91]
- Repton Cairo, inaugurada en septiembre de 2020 como parte del desarrollo Mivida en el Nuevo Cairo.[91]
- Repton Doha abrirá en 2021, con Repton New Giza y Repton Sofia para seguir en 2023.[91]

### Escuela preparatoria
Repton tiene una escuela junior, llamada Repton Prep, fundada en 1940.
A principios de 2020, se anunció que Repton School se fusionaría con Foremarke Hall School a partir de septiembre de 2020 en una sola escuela llamada Repton Prep. Poco después, St Wystan's School se unió al grupo de escuelas de Repton.

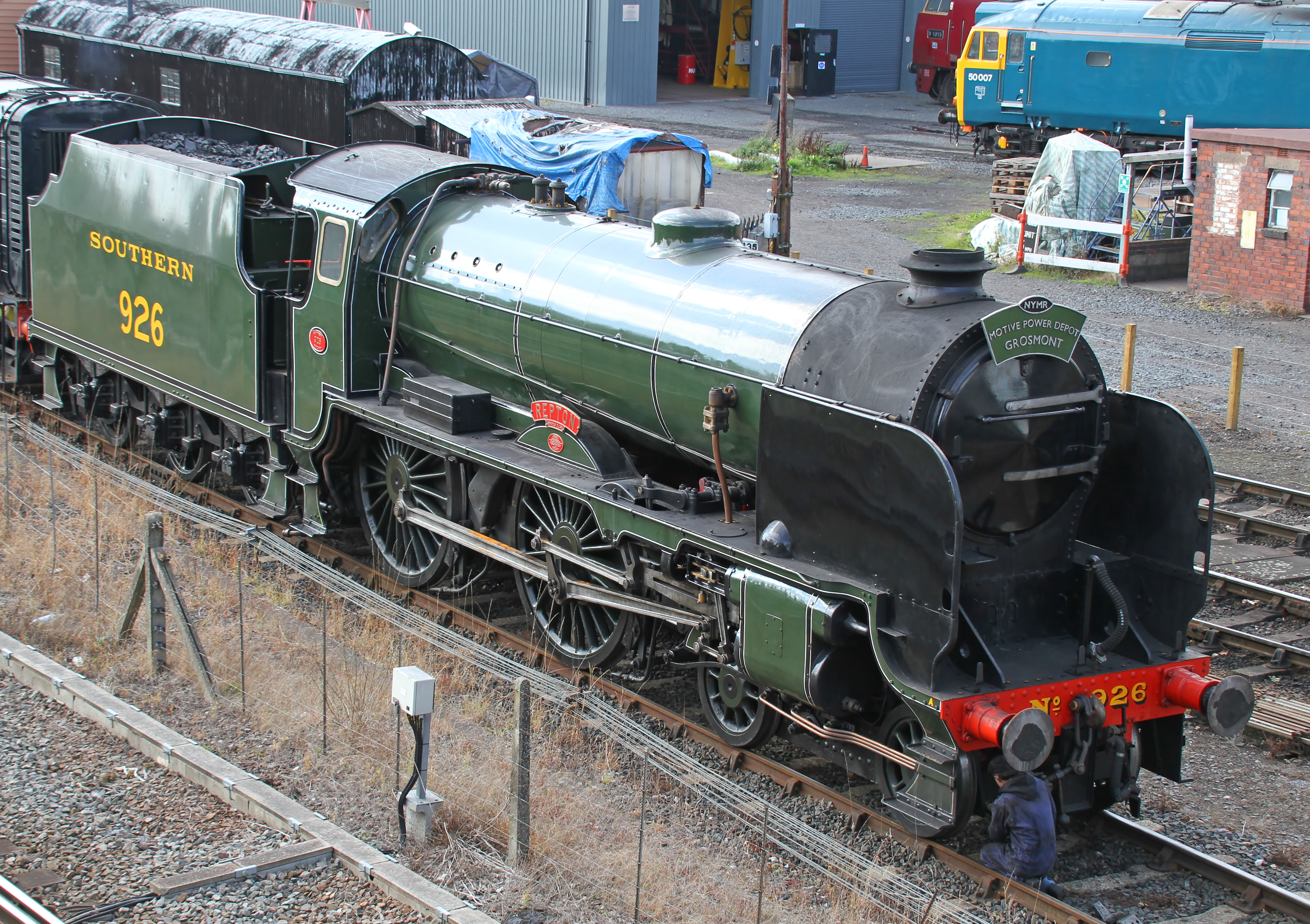
Locomotora de vapor de los años 30 que lleva el nombre de la escuela

## Cultura y referencias culturales
Alexander Wilson, novelista, espía y bígamo en serie con cuatro esposas, mintió sobre ser exalumno de Repton School, lo cual no era cierto. Fred Perry también mintió sobre haber asistido a Repton School, lo cual tampoco era cierto.
Se dice que el personaje "Stig" en Top Gear fue nombrado así por el término peyorativo de la escuela para los nuevos alumnos, una referencia privada con el productor Andy Wilman, quien asistió a Repton con Clarkson.
También hay una locomotora de vapor llamada "Repton", nombrada así en honor a la escuela en 1934: Southern Rail, clase V, Schools No 926, que hoy se encuentra en el North Yorkshire Moors Railway.
El lema de la escuela, *Porta Vacat Culpa* ("la puerta está libre de culpa"), es una cita de los *Fastos* de Ovidio. "La puerta" (Porta) se refiere al arco de la escuela y, por una sinécdoque de pars pro toto, a la escuela misma, además de ser un juego de palabras con el nombre del fundador de la escuela, Sir John Port.
La escuela ha representado dos veces a la ficticia Brookfield School, en una película de 1939 y en una versión de la BBC de 1984 de *Goodbye, Mr. Chips*. Uno de los guionistas de la película de 1939, Eric Maschwitz, asistió a Repton. Alrededor de 200 alumnos fueron extras en la película de 1939. De manera similar, alumnos aparecieron como extras en la versión de la BBC de 1984.

### Visitas reales
La escuela ha recibido las siguientes visitas reales:
- La Reina y el Príncipe Felipe realizaron una visita oficial a la escuela el 28 de marzo de 1957, para conmemorar el 400 aniversario de la fundación de la escuela. La bienvenida fue dirigida por el exdirector Geoffrey Fisher y la Reina plantó un árbol de morera.[104]
- La Duquesa de Kent visitó la escuela en junio de 1985.[105]
- El Duque de Kent visitó la escuela en septiembre de 2013.[106]
- La escuela celebró su 450 aniversario en 2007 con una visita del Príncipe Eduardo.

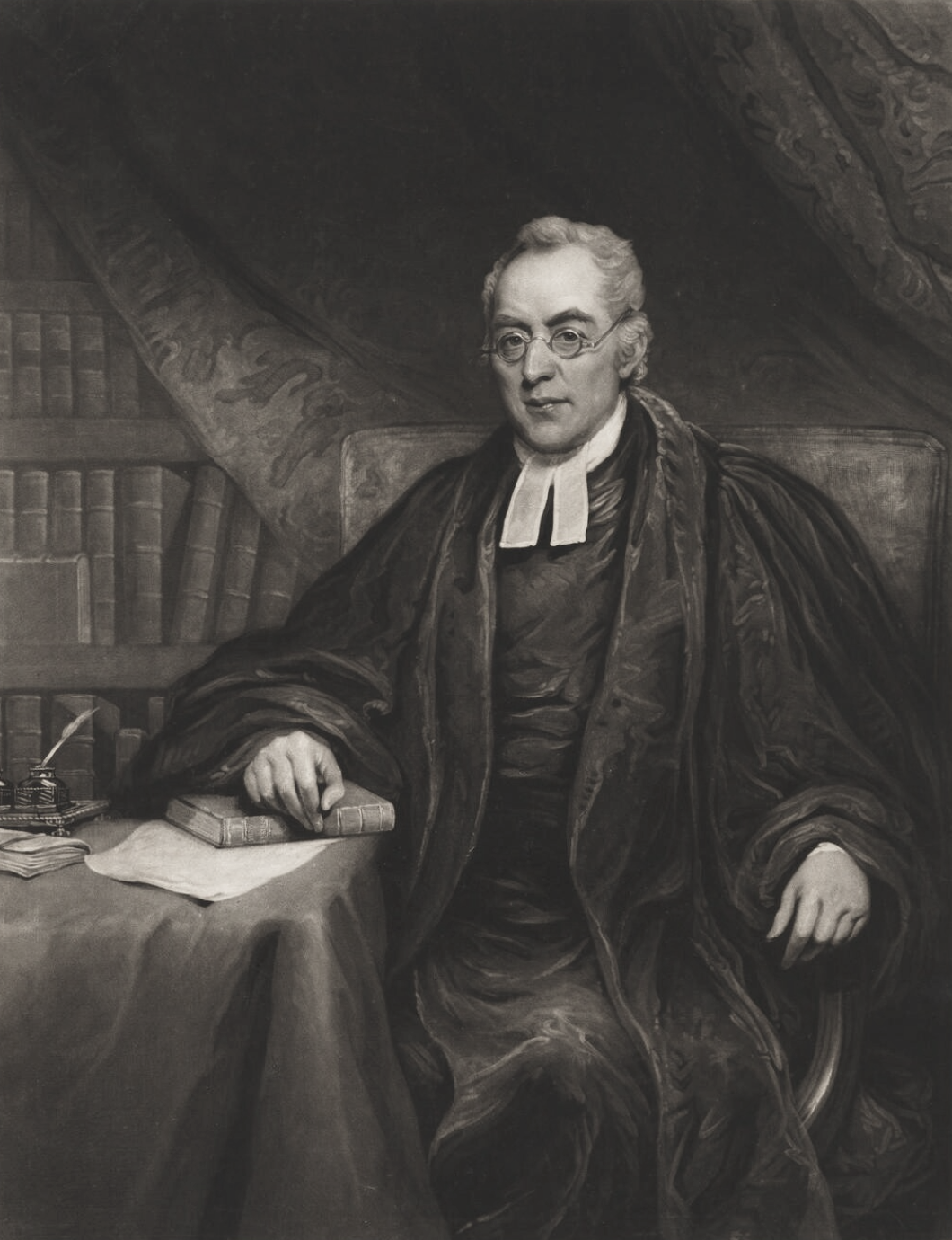
William Boultbee Sleath director por 30 años, desde 1800.

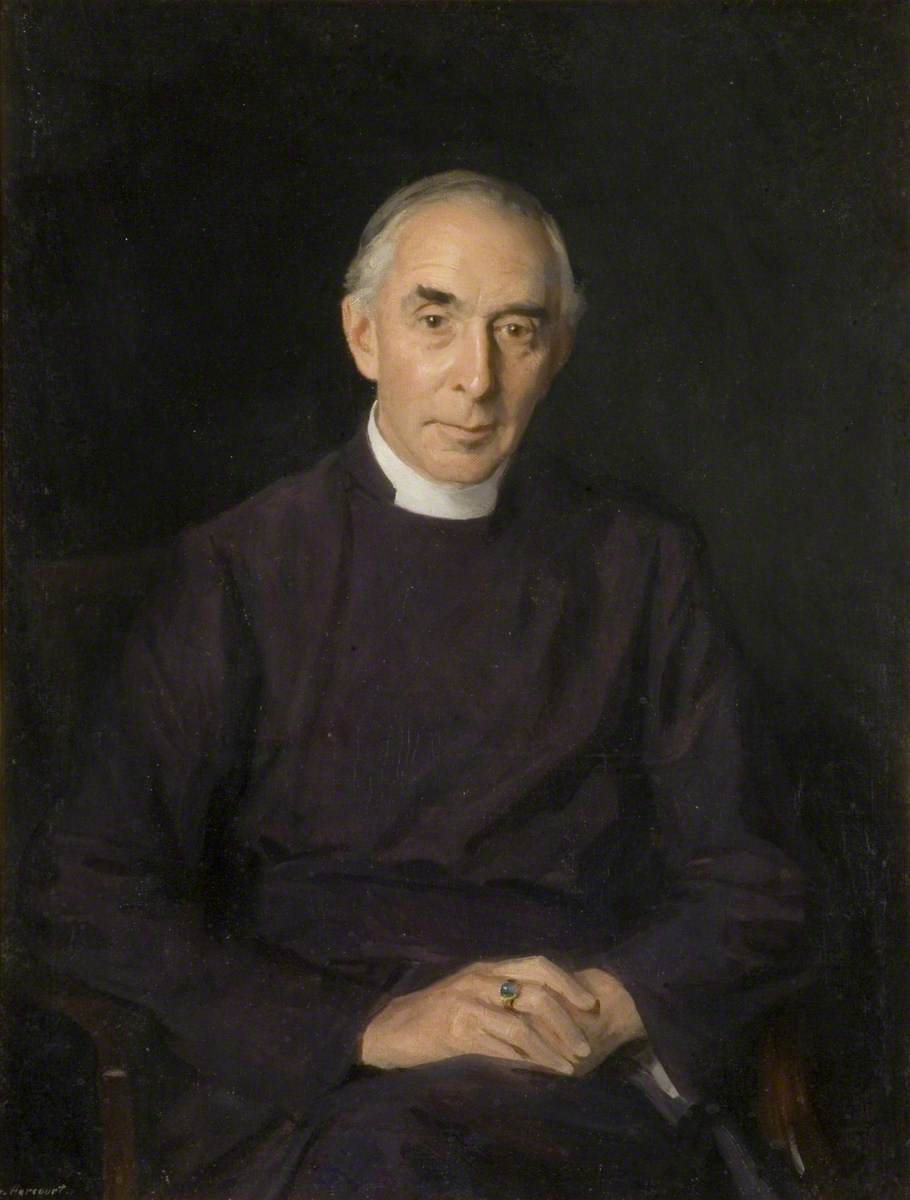
Hubert Murray Burge director de 1900 a 1901

## Directores
- Thomas Whitehead (1621–1639)[107]
- Philip Ward (1639–1642)[107]
- William Ullock (1642–1667)[107]
- Joseph Sedgwicke (1667–1672)[107]
- Edward Letherland (1672–1681)[107]
- John Doughty (1681–1705)[107]
- Edward Abbot (1705–1714)[107]
- Thomas Gawton (1714–1723)[107]
- William Dudson (1723–1724)[107]
- George Fletcher (1724–1741)[107]
- William Asteley (1741–1767)[107]
- William Prior (1767–1779)[107][108]

Geoffrey Fisher director de 1914 a 1932

- William Bagshaw Stevens (1779–1800)[107][108]
- William Boultbee Sleath (1800–1830)[107][108]
- John Heyrick Macaulay (1830–1840)[107][108]
- Thomas Williamson Peile (1841–1854)[109]
- Steuart Adolphus Pears (1854–1874)[110]
- Henry Robert Huckin (1874–1882)[111]
- William Furneaux (1883–1900)[112]
- Hubert Burge (1900–1901)[113]
- Lionel Ford (1901–1910)[114]
- William Temple (1910–1914)[115]
- Geoffrey Fisher (1914–1932)[116]
- John Christie (1932–1937)[117]
- H.G. Michael Clarke (1937–1943)[118]
- Theodore Lynam Thomas (1944–1961)[112]
- John Thorn (1961–1968) [119]
- John Gammell (1968–1978)[120]
- David Jewell (1979–1987) [121]
- Graham E. Jones (1987–2003)
- Robert Holroyd (2003–2014)[122]
- Sarah Tennant, (directora en funciones, 2014–2016)
- Alastair Land (2016–2019)[123]
- Mark Semmence (desde marzo de 2019)[124]

## Controversias

### Fijación de tarifas y brecha salarial de género
En septiembre de 2005, la escuela fue una de las cincuenta escuelas independientes que operaban la fijación de tarifas escolares, en violación de la Ley de Competencia de 1998. Todas las escuelas involucradas fueron obligadas a abandonar esta práctica, pagar una multa nominal de £10,000 cada una y hacer pagos ex gratia por un total de tres millones de libras a un fondo diseñado para beneficiar a los alumnos que asistieron a las escuelas durante el período en el que se compartió la información de tarifas. El tesorero en ese momento era Carl Bilson.
En 2018, las empleadas recibieron un 56-57% menos que sus compañeros masculinos en la escuela, y un 50% menos en 2019.

### Incidentes
- En 2014, el Tribunal de Magistrados de Southern Derbyshire multó a la escuela con £10,000 tras una declaración de culpabilidad por un cargo de salud y seguridad después de un incidente de negligencia.[129]
- En abril de 2019, un profesor dio positivo en una prueba de alcoholemia después de que la policía viera su vehículo subirse a una acera y luego entrar en el recinto escolar. Fue condenado y prohibido conducir durante 20 meses.[130] Dos meses después, un derrame químico en el centro deportivo de la escuela resultó en que nueve personas necesitaran tratamiento preventivo debido a una fuga de cloro.[131]
- En el verano de 2023, una niña de 14 años murió en el campus de la escuela en un evento organizado por Christians in Sport, un grupo religioso externo.[132][133]

### Abuso sexual
La Comisión de Caridad expresó "serias preocupaciones" sobre la protección en 2018 después de recibir una secuencia de informes de incidentes graves de la Escuela Repton a principios de ese año, específicamente:
- En diciembre de 2014, se descubrió que un exdirector de física, John Mitchell, había abusado de una posición de confianza contraria al artículo 16(1)(a) de la Ley de Delitos Sexuales de 2003 cuando mantuvo actividades sexuales con una mujer entre los dos. 13 y 17 años, sin creer que tuviera 18 años o más. También se comunicó de forma sexual y con motivaciones sexuales con este mismo alumno. El Colegio Nacional de Enseñanza y Liderazgo lo descalificó indefinidamente para ejercer la docencia, tras determinar que se trataba de una conducta profesional inaceptable.[135]
- En octubre de 2017, un exalumno inició un proceso contra la escuela, alegando negligencia por parte de la escuela, en relación con una presunta violación de ese alumno por parte de otro alumno en 2014. Un alumno de 17 años fue arrestado bajo sospecha de haber realizado dos violaciones en la escuela;[136] se afirmó que la escuela no supervisó ni disciplinaba a sus alumnos. El demandante solicitó a la policía de Derbyshire los documentos de su investigación, que la policía se negó a proporcionar sin una orden judicial.[137]
- En 2018, cuatro miembros del personal de la escuela fueron objeto de una investigación policial por conducta sexual inapropiada hacia niños. En agosto de 2018, una de estas personas, Jeremy Woodside, un ex organista de la escuela de 28 años, fue incluido en el Registro de delincuentes sexuales.[138][139] La cronología de esas cuestiones que surgieron a principios de 2018 fue la siguiente:
  - El 29 de enero de 2018, la policía arrestó a un miembro del personal bajo sospecha de intentar tener contacto sexual con un niño.[140]
  - El 14 de marzo de 2018, se inició una segunda investigación policial sobre un miembro del personal por motivos de salvaguardia. [141]
  - El 26 de marzo de 2018, se denunciaron acusaciones contra otros dos miembros del personal. [142]

- En febrero de 2022, un exprofesor de la escuela, Simon Clague, se declaró culpable de múltiples acusaciones de atentado al pudor e indecencia grave con tres alumnos. Todas las víctimas tenían menos de 16 años en el momento del delito, que tuvo lugar en la escuela en la década de 1990; [143][144][145] su juicio se retrasó repetidamente debido al COVID-19.[146] Posteriormente, en julio de 2023, se le prohibió enseñar.[147] En septiembre de 2023, tres exalumnos de la escuela demandaron tras la condena penal de Clague.[148][149] Las declaraciones de Victim Impact en esta acción civil resaltaron el "daño irreversible" causado por sus crímenes, refiriéndose a la "inocencia robada"; una víctima dijo que fue manipulada para tener una relación sexual con Clague, y que la escuela "lo sabía y lo escondió bajo la alfombra".[150]

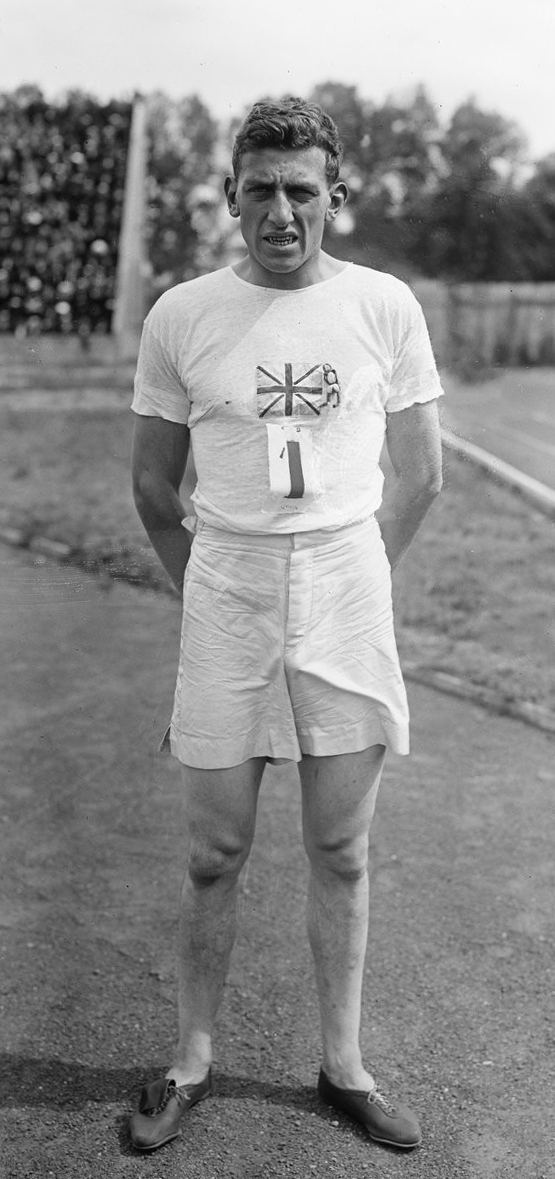
Harold Abrahams en 1921.

### Renuncia de tres gobernadores por problemas de protección
En septiembre de 2022, tres gobernadores renunciaron en bloque debido a problemas de protección en la escuela; estos eran problemas adicionales a los mencionados anteriormente que salieron a la luz después del encarcelamiento de Simon Clague.
El abogado criminalista de la Reina, Tim Hannam, la Comisionada Parlamentaria para Estándares, Kathryn Stone, y la exjefa de Policía de Nottinghamshire, Susannah Fish (Orden del Imperio Británico, Medalla de la Reina por la Policía), fueron identificados en informes de prensa como los tres gobernadores que renunciaron a sus cargos. La carta de renuncia de la Sra. Fish al presidente de los gobernadores, Mark Shires, decía que la decisión de permitir que el profesor permaneciera en su puesto significaba que la escuela no había tomado en serio: "un catálogo espantoso [de supuestos comportamientos indebidos pasados y, por lo tanto,]... la protección de los alumnos pasados, presentes y futuros está ahora en peligro y carece de credibilidad".

## Alumnos notables

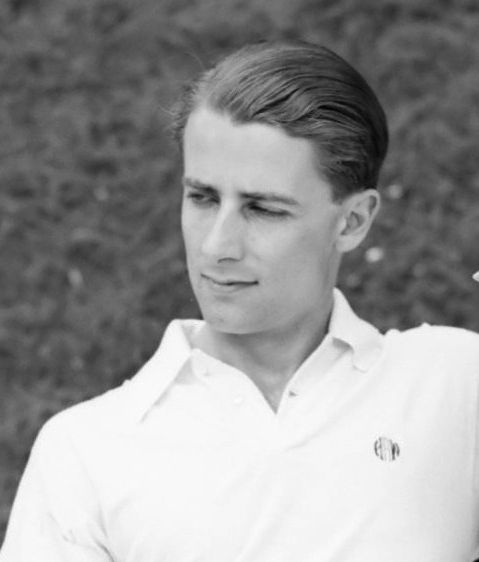
Bunny Austin en 1936

Los exalumnos de Repton School son conocidos como Old Reptonians. Ellos incluyen:
- Harold Abrahams, medallista de oro olímpico (100 m, París 1924).[153]
- Bunny Austin, jugador de tenis y finalista de Wimbledon en 1932.[154]
- Jeremy Clarkson, periodista y presentador. [155]
- Sir Harcourt Clare, abogado y ex Secretario del Liverpool Corporation y Lancashire County Council.[156]
- Andy Wilman, productor de televisión.[157]
- Brian Cook, más tarde Sir Brian Batsford, artista gráfico.[158]
- Roald Dahl, escritor y autor de libros para niños.[159]
- Blair Dunlop, músico.[160]
- James Fenton, poeta y periodista.[161]
- Henry Justice Ford, ilustrador. [162]
- Sir Christopher Frayling, ex rector del Royal College of Art.
- C. B. Fry, deportista y escritor. [163]
- Graeme Garden, escritor e intérprete.[160]
- Sir Francis Habgood, Jefe de Policía de la Thames Valley Police 2015-2019. [164]
- David Hodgkiss, administrador de cricket.[165]
- Will Hughes[166] y Laurence Wyke,[167] futbolistas.
- Richard Hutton, Donald Carr y Chris Adams, jugadores de críquet.[168]
- Christopher Isherwood, escritor y activista. [169]
- Andrew Li, ex Chief Justice de Hong Kong.[170]
- Ewen MacIntosh, actor cómico conocido por interpretar a Keith Bishop ('Big Keith') en The Office. [171]
- Shona McCallin, jugadora de hockey y medallista de oro olímpico.[172]
- Adrian Newey, director técnico de Fórmula 1.[160]
- Michael Ramsey, Arzobispo de Canterbury 1961–1974.[173]
- Basil Rathbone,[174] Nicholas Burns,[175] George Rainsford[176] y Tom Chambers,[160] actores.
- Henry Southan, finalista de Big Brother 2023.[177]William Temple

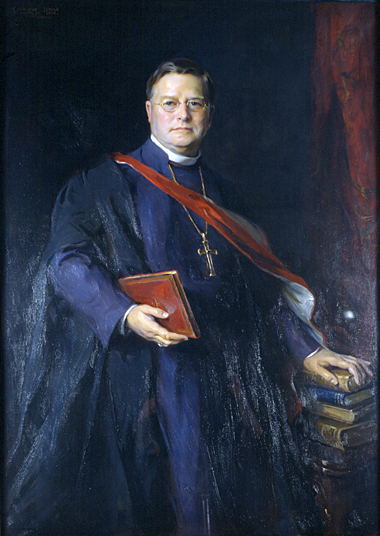
William Temple

- Georgie Twigg, jugadora de hockey y medallista de oro olímpico.[178]
- Edward Upward, novelista surrealista. [179]

## Antiguos maestros notables
Varios directores de Repton ocuparon altos cargos en la Iglesia de Inglaterra en el siglo XX.
- William Furneaux fue director de 1882 a 1900 y, después de retirarse de Repton, se convirtió en Dean of Winchester.[180]
- Lionel Ford fue director de 1901 a 1910 y luego se convirtió en Dean of York.[181]
- Hubert Burge fue director entre 1900 y 1901, después de dejar la escuela se convirtió en Bishop of Oxford.[182]
- William Temple fue director durante cuatro años, de 1910 a 1914, y luego se convirtió en Archbishop of Canterbury en 1942.[183]
- Harry Vassall jugó rugby internacional para Inglaterra y fue maestro de Repton School en 1925.[184]